# Sophie Dupuis
Sophie Dupuis (n. anii 1980, Val-d'Or⁠(d), provincia Québec, Canada) este o regizoare și scenaristă canadiană, cunoscută pentru filmele sale de autor, adesea centrate pe tematici sociale și familiale. A câștigat recunoaștere internațională pentru stilul său intim și vizual puternic, fiind una dintre vocile emergente ale cinematografiei din Quebec.

## Biografie
Sophie Dupuis a studiat filmul la Universitatea din Quebec la Montreal⁠(d) (UQAM), apoi și-a completat pregătirea la Conservatorul de Cinema din Quebec. A realizat mai multe scurtmetraje înainte de debutul său în lungmetraj.

## Carieră
Primul său film, Chien de garde (2018), a fost selecționat pentru a reprezenta Canada la premiile Oscar pentru cel mai bun film internațional. Filmul abordează viața tensionată a unei familii implicate în activități criminale din Montreal.
În 2020 a lansat Souterrain, un film despre viața minerilor din Quebec, care a fost bine primit de critici și public. În 2023, filmul ei Solo, care explorează lumea drag queen-urilor din Montreal, a avut premiera la Festivalul Internațional de Film de la Toronto și a câștigat trei premii importante la Gala Quebec Cinema, inclusiv cel pentru Cel mai bun film.

## Filmografie
- Chien de garde (2018)
- Souterrain (2020)
- Solo (2023)

## Premii și nominalizări
- Selecția oficială a Canadei la Oscar 2019 – Chien de garde
- Premiul pentru cel mai bun film – Gala Quebec Cinema 2023 – Solo
- Premiul pentru regie – Gala Quebec Cinema 2023 – Solo
- Premiul pentru scenariu – Gala Quebec Cinema 2023 – Solo